# Steve Berry (piłkarz)
Stephen Andrew Berry (ur. 4 kwietnia 1963 w Liverpoolu) – angielski piłkarz, występujący na pozycji środkowego pomocnika. W swojej karierze grał w Gosport Borough, Portsmouth FC, Aldershot FC, Sunderland AFC, Newport County, Swindon Town, Northampton Town, Instant-Dict, SV Darmstadt 98, Stevenage Borough, Kettering Town, Rushden & Diamonds, Bedford Town oraz Cogenhoe United. Będąc graczem Sunderlandu zanotował 34 mecze na poziomie Football League First Division, w których strzelił 2 bramki.